# NetFlow

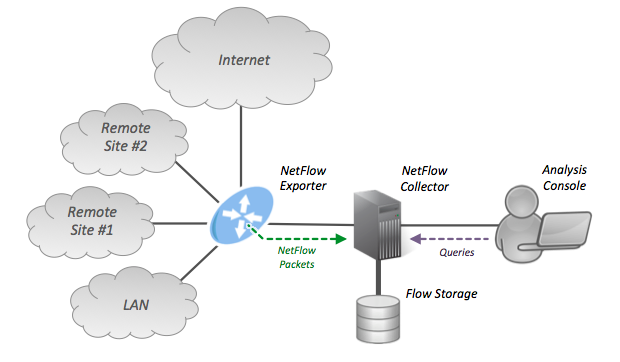
NetFlow架構

NetFlow是一種網路監測功能，可以收集進入及離開網路界面的IP封包的數量及資訊，最早由思科公司研發，應用在路由器及交換器等產品上。經由分析Netflow收集到的資訊，網路管理人員可以知道封包的來源及目的地，網路服務的種類，以及造成網路壅塞的原因。